# 伊喬坎區
7°22′06″S 78°07′58″W / 7.3683°S 78.1329°W
伊喬坎區（西班牙語：Distrito de Ichocán），是秘魯的一個區，位於該國北部卡哈馬卡大區的聖馬科斯省，面積76.1平方公里，海拔高度2,596米，2005年人口2,494，人口密度每平方公里33人。